# Macrojoppa pulcherrima
Macrojoppa pulcherrima là một loài tò vò trong họ Ichneumonidae.